# Myron Metzenbaum
Myron Metzenbaum (* 1. April 1876 in Cleveland, Ohio; † 25. Januar 1944) war ein US-amerikanischer Chirurg.

## Leben
Metzenbaum besuchte das Adelbert College und die Case School of Applied Science. Nach einem Bachelor-Abschluss an der Ohio Northern University erhielt er seinen medizinischen Doktorgrad an der Case Western Reserve University im Jahr 1900. Er spezialisierte sich auf Hals-Nasen-Ohren-Heilkunde und galt als Autorität im Bereich der Rekonstruktiven Chirurgie. Er arbeitete am St. Alexis Hospital, später am Mt. Sinai Medical Center sowie dem St. Luke Hospital und lehrte am Cleveland College für Ärzte und Chirurgen.
Metzenbaum entwarf für Operationen die Metzenbaumschere, die nach ihm benannt wurde und noch heute verwendet wird.
1912 heiratete Metzenbaum Elsa Puldheim, das Paar hatte zwei Kinder. Er war der Onkel des US-Senators Howard Metzenbaum.

## Veröffentlichungen
- Radium: radioactive substances and aluminum, with experimental research of the same. Babbitt & Crummell, 1904 (englisch).